# کاتلین کروگر
کاتلین کروگر (انگلیسی: Kathleen Krüger؛ زادهٔ ۱۷ مهٔ ۱۹۸۵) بازیکن فوتبال اهل آلمان است.
از باشگاه‌هایی که در آن بازی کرده‌است می‌توان به باشگاه فوتبال زنان بایرن مونیخ اشاره کرد.